# Mandukya Upanishad
A Mandukya Upanishad é a mais curto das Upanishads - as escrituras hinduístas que fundamentam o Vedanta. Escrita em prosa, consiste em doze parágrafos explicando a palavra sagrada AUM (OM), os três estados de consciência (vigília, sonho e o sono profundo) e o quarto estado transcendente de iluminação, denominado turiya ou caturtha, em sânscrito.
A Muktikopanishad, que discute essa e outras Upanishads, diz que a Upanishad Mandukya por si só é suficiente para atingir a libertação, moksha. De acordo com Radhakrishnan  ele contém a abordagem fundamental para o entendimento da realidade.
Gaudapadacharya, foi o autor de Mandukya Karika, um comentário sobre o Mandukya Upanishad. Ele foi escrito no século VIII sendo um dos primeiros trabalhos sobre Advaita Vedanta. 